# Plethodon shenandoah
Plethodon shenandoah (tên tiếng Anh: Shenandoah Salamander) là một loài kỳ giông trong họ Plethodontidae. Nó là loài đặc hữu của Hoa Kỳ và the state của Virginia . Nó là loài duy nhất được tìm thấy ở North facing talus slopes on three mountain tops inside the Vườn quốc gia Shenandoah. Các môi trường sống tự nhiên của chúng là các khu rừng ôn hòa và vùng nhiều đá.

## Reproduction
Males and đối với con cái typically establish separate feeding and/or mating territories underneath rocks and logs. Breeding occurs in fall and spring, with đối với con cái attending clutches of eggs laid in crevices between rocks in their talus habitat..

## Conservation
The Shenandoah salamander's entire range is entirely protected by the Shenandoah National Park, so habitat loss is unlikely to be a major threat, but the FWS identifies 1) defoliation of trees by gypsy moth, 2) its extremely restricted range size, và 3) competition with redbacked salamanders as reasons for its 1998 endangered listing under the Endangered Species Act . Subsequent to this listing, Climate change, và the deadly amphibian pathogen Batrachochytrium dendrobatidis have been suggested as possible threats to highly restricted mountain-dwelling Appalachian salamanders .

## Hình ảnh

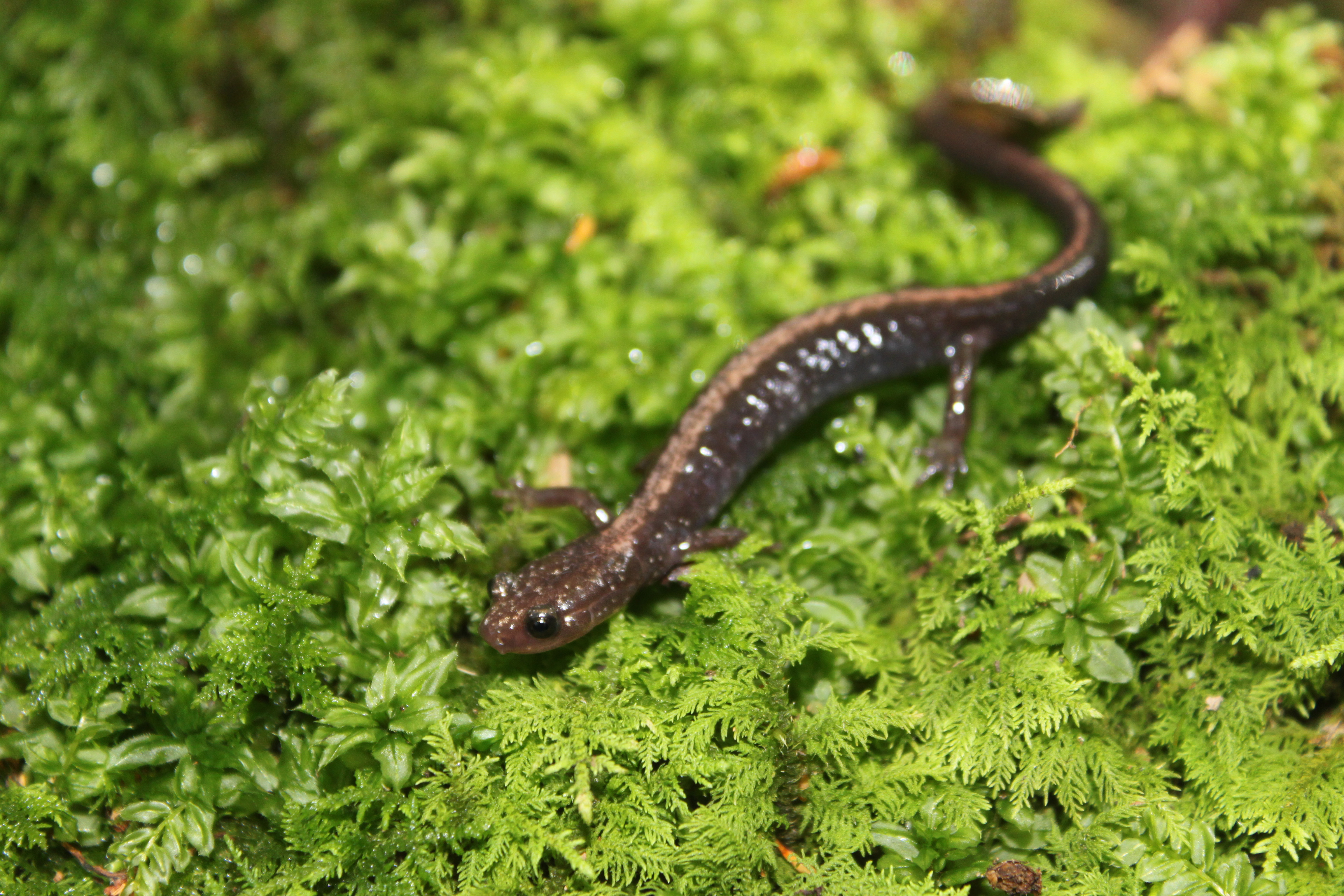
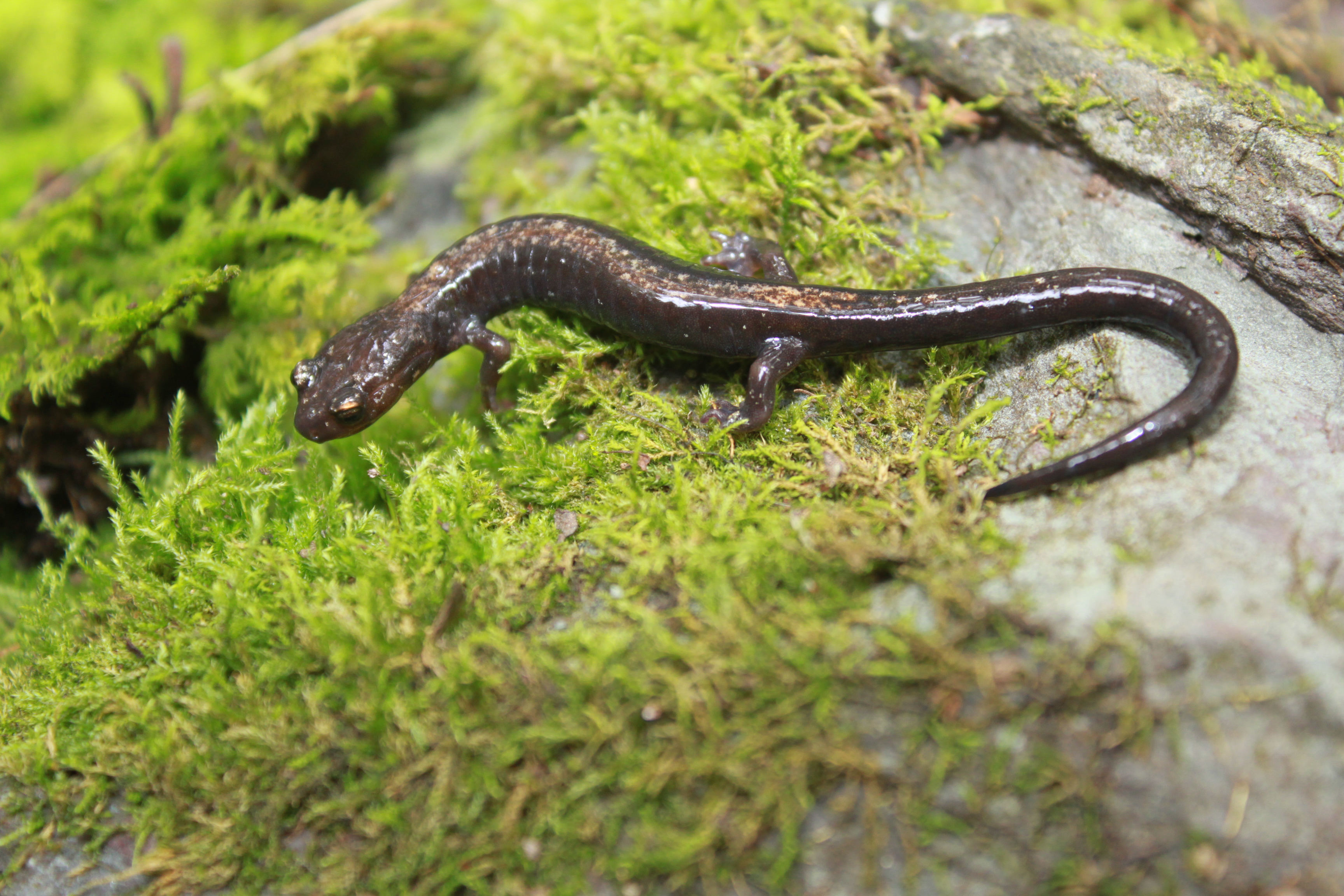
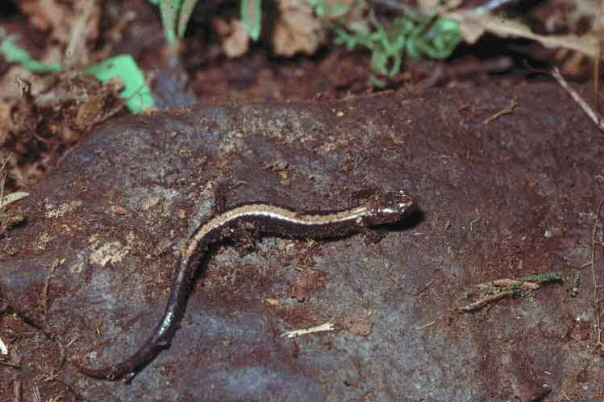
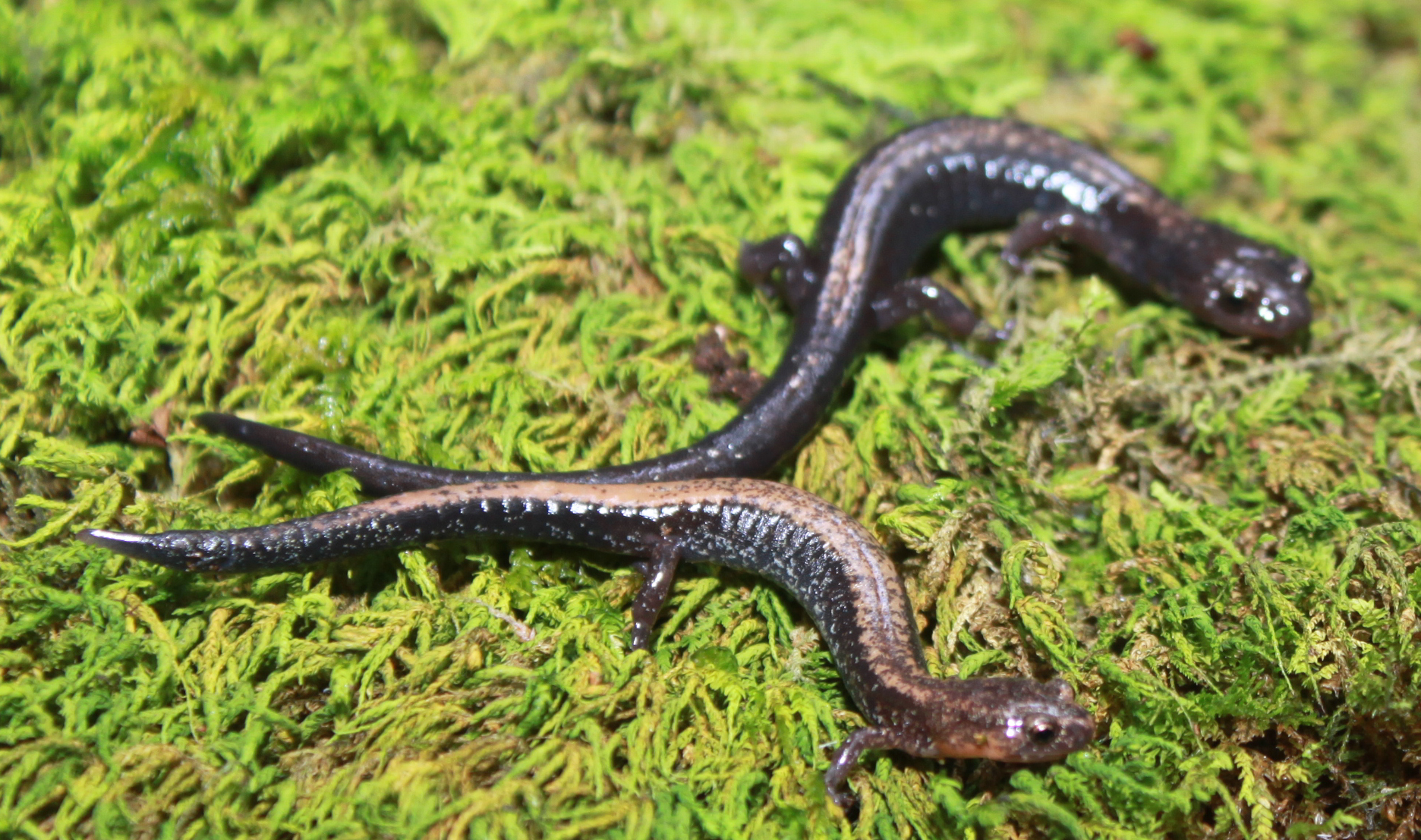